# Bioacustică
Bioacustica este o știință interdisciplinară care combină noțiuni de biologie și de acustică.  De obicei se referă la investigarea producerii, structurii,  dispersiei și recepționării sunetelor atât la animale, cât și la oameni.